# Entoloma placidum
Entoloma placidum (Fr.) Noordel. – gatunek grzybów z rodziny dzwonkówkowatych (Entolomataceae).

## Systematyka i nazewnictwo
Pozycja w klasyfikacji według Index Fungorum: Entoloma, Entolomataceae, Agaricales, Agaricomycetidae, Agaricomycetes, Agaricomycotina, Basidiomycota, Fungi.
Po raz pierwszy opisał go w 1818 r. Elias Fries, nadając mu nazwę Agaricus placidus. Obecną nazwę nadał mu Machiel Evert Noordeloos w 1981 r. Ma 6 synonimów. Niektóre z nich:
- Leptonia placida (Fr.) P. Kumm. 1871
- Rhodophyllus placidus (Fr.) Quél. 1886[2].

## Morfologia
Kapelusz
Średnica 20–40 mm, początkowo stożkowaty z podwiniętym brzegiem, później wypukły z prostym brzegiem, zazwyczaj z wyraźnie wklęśniętym środkiem, rzadko z garbkiem, niehigrofaniczny. Powierzchnia ciemnoszara do szarobrązowej, w całości drobno łuskowata.
Blaszki
Od 20 do 33, l = 1–7, średnio gęste, szeroko przyrośnięte lub zbiegające, czasem z ząbkiem, początkowo szarobrązowe, potem różowe. Ostrza równe, tej samej barwy.
Trzon
Wysokość 30–60 mm, grubość 2–4 mm, cylindryczny, zwykle nieco szerszy u podstawy, często lekko ukorzeniony. Powierzchnia o barwie ciemne indygo lub niebieskoszara, na wierzchołku drobno oprószona, poniżej srebrzyście prążkowana.
Miąższ
O mącznym zapachu i smaku.
Cechy mikroskopowe
Zarodniki 8–11 × 6–7,5 µm, Q = 1,2–1,6, heterodiametryczne, w widoku z boku 6–8–kątne, o słabo zaznaczonych kątach. Krawędź blaszek płodna lub z rozproszonymi podstawkami. Strzępki skórki w kapeluszu typu przejściowego do trichoderma, cylindryczne, septowane o szerokości 6–24 µm z nabrzmiałymi elementami końcowymi o wymiarach 65–120 × 10–25 µm. Zawierają wewnątrzkomórkowy, brązowy pigment. Sprzążki występują.

## Występowanie i siedlisko
Podano występowanie Entoloma placidum w Ameryce Północnej, Europie, Australii i na Nowej Zelandii. W Europie rzadki, ale szeroko rozprzestrzeniony w bukowych lasach. Brak go w wykazie wielkoowocnikowych grzybów podstawkowych Polski Władysława Wojewody z 2003 r. Po raz pierwszy w Polsce jego stanowiska podano w 2004 r. na Lubelszczyźnie, później podano jeszcze inne stanowiska tego gatunku
Grzyb saprotroficzny występujący na spróchniałym drewnie bukowym na wapiennych glebach.